# El Berrueco
El Berrueco es un municipio y localidad española del norte de la Comunidad de Madrid, en la prolongación más oriental del macizo granítico de La Cabrera, entre dos alineaciones montañosas que las separa de las provincias limítrofes de Segovia y Guadalajara y a unos 65 km de Madrid.

## Toponimia
El origen del término de El Berrueco, parece deberse según diferentes fuentes al cerro de granito que domina el núcleo de población por el norte. De hecho, la palabra berrueco, significa literalmente peñasco rocoso.

## Geografía

El Berrueco, al noreste de la sierra de La Cabrera.

El núcleo habitacional se encuentra en un llano, a espaldas de la sierra de La Cabrera y enfrente del embalse del Atazar. En este embalse desembocan numerosos arroyos, como el del Jóvalo y el Arroyo de la Dehesilla.
Enmarcado en un entorno excepcional, el pequeño valle en el que se sitúa es el producto de la acción del curso del río Lozoyuela. Limita al norte con los municipios de Lozoyuela, Puentes Viajas y Cervera, al este con Patones y Torremocha del Jarama, al sur con Torrelaguna, y al oeste con La Cabrera.

## Historia
Los primeros asentamientos en el término municipal datan de la Edad de Bronce y el asentamiento actual de la villa de El Berrueco se sitúa entre los siglos X y XI.
El primer vestigio encontrado en el término de El Berrueco, es el punto romano situado sobre el arroyo Jóbalo, que posiblemente se incluiría dentro la red de comunicaciones durante la época de dominación romana.
De la época islámica, se conserva una atalaya, formando parte del conjunto de torres vigías que separaba el reino de Toledo de los reinos cristianos durante la Reconquista.
Sobre la fundación del pueblo, lo más probable es que siga el esquema de ocupación del resto de los pueblos de la comarca. Tras la conquista de Toledo y con la finalidad de impulsar la repoblación, se conforma la Tierra de la Uceda como concejo directamente dependiente de la corona, quedando el Berrueco bajo su jurisdicción.
A finales del siglo XIV la villa pasa formar parte del arzobispado de Toledo, quien impulsaría el proceso repoblador. En 1574, Felipe II consigue licencia del papa Gregorio XIII para enajenar la Villa de Uceda del arzobispado de Toledo, retornando a manos de la corona. El privilegio de compra y la jurisdicción fueron otorgados a Diego Mesía de Ávila y Ovando. Uceda tras diversos pleitos, se libera del dominio de los Mesía,  convirtiéndose de nuevo en señorío fundado por Cristóbal Gómez de Sandoval durante el reinado de Felipe III.
Aprovechando la situación, El Berrueco reclama su independencia de la Villa de Uceda, consiguiendo mediante un Privilegio Real de 1592 los derechos de Villazgo. El privilegio otorgaba a los vecinos el derecho a nombrar alcaldes con jurisdicción civil y criminal, regidores, procuradores, y demás cargos del concejo. Igualmente la corona ordenó la instalación de una horca y una picota.

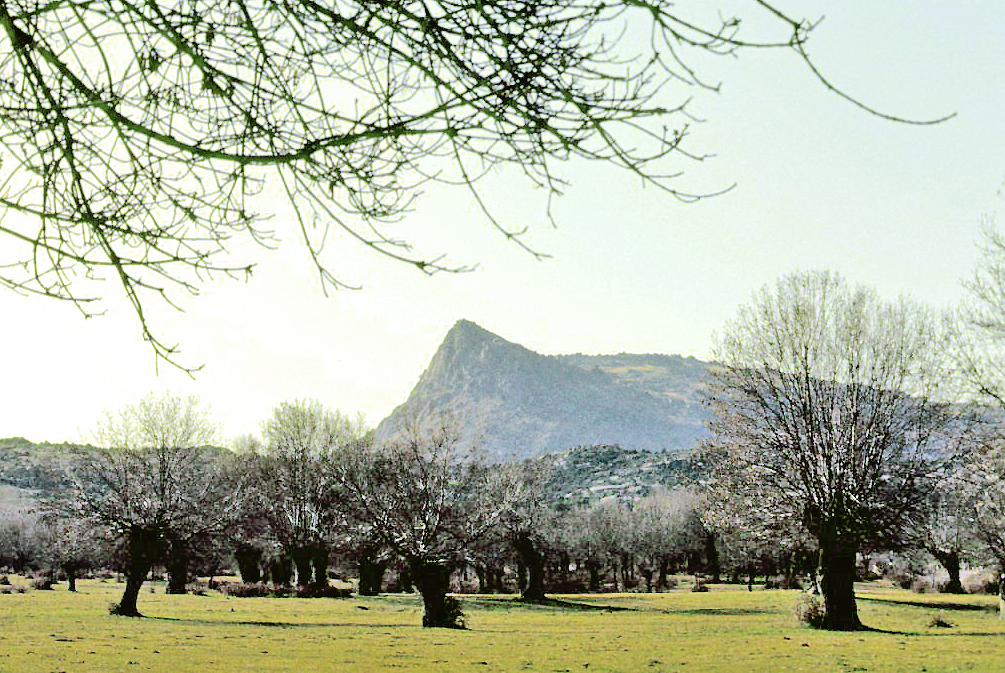
Paisaje en los alrededores de El Berrueco en 1983. Dehesa boyal.

En el siglo XIX parte de las tierras comunales fueron adquiridas por la Sociedad de vecinos de El Berrueco en subasta de 1897. El Ayuntamiento consiguió que la Dehesa Boyal se eximiera de la venta y pasara a propiedad municipal. La mayoría de las edificaciones son de este siglo y de la primera mitad del siglo XX, aunque perviven algunas del siglo XVIII, adaptadas a las actividades agropecuarias tradicionales.
Ya en el siglo XX, uno de los hechos que más influirá en la evolución de El Berrueco será la construcción del embalse de El Atazar en 1972. Las actividades económicas se han ido transformando progresivamente. En la actualidad su economía combina una producción agrícola vinculada a la ganadería y el sector terciario.

## Demografía
Cuenta con una población de 816 habitantes (INE 2024).
| Gráfica de evolución demográfica de El Berrueco entre 1842 y 2021                                                                                             |
| |
| Población de derecho según los censos de población del INE Población de hecho según los censos de población del INEEn este censo se denominaba Berrueco: 1842 |

## Transporte público
El Berrueco dispone de tres líneas de autobús, dos de ellas enlazando al municipio con Madrid capital, estableciendo su cabecera en el intercambiador de Plaza de Castilla. Las 3 líneas están operadas por la empresa ALSA y son:
| Línea | Recorrido                                           |
| ----- | --------------------------------------------------- |
| 191   | Madrid (Plaza de Castilla) – Buitrago del Lozoya    |
| 196   | Madrid (Plaza de Castilla) – La Acebeda             |
| 197B  | Torrelaguna - El Berrueco - La Cabrera - Valdemanco |

## Símbolos
El escudo heráldico y la bandera que representan al municipio fueron aprobados oficialmente el 14 de junio de 1993. El escudo se blasona de la siguiente manera:

«Escudo partido. Primero, de oro, una picota o rollo sobre tres gradas, con dos leones apoyados en ella, todo en sus colores naturales; segundo,  en campo de oro, cinco estrellas de azur, puestas en sotuer. Al timbre Corona Real Cerrada.»
Boletín Oficial del Estado nº 143 de 18 de junio de 1993

La descripción textual de la bandera es la siguiente:

«Proporción 3:2. Palo de color rojo del mismo tono que el de la comunidad, brochante al centro, escudo municipal en sus colores.»
Boletín Oficial del Estado nº 143 de 18 de junio de 1993

## Educación
En El Berrueco hay un colegio y una guardería pública.

## Monumentos

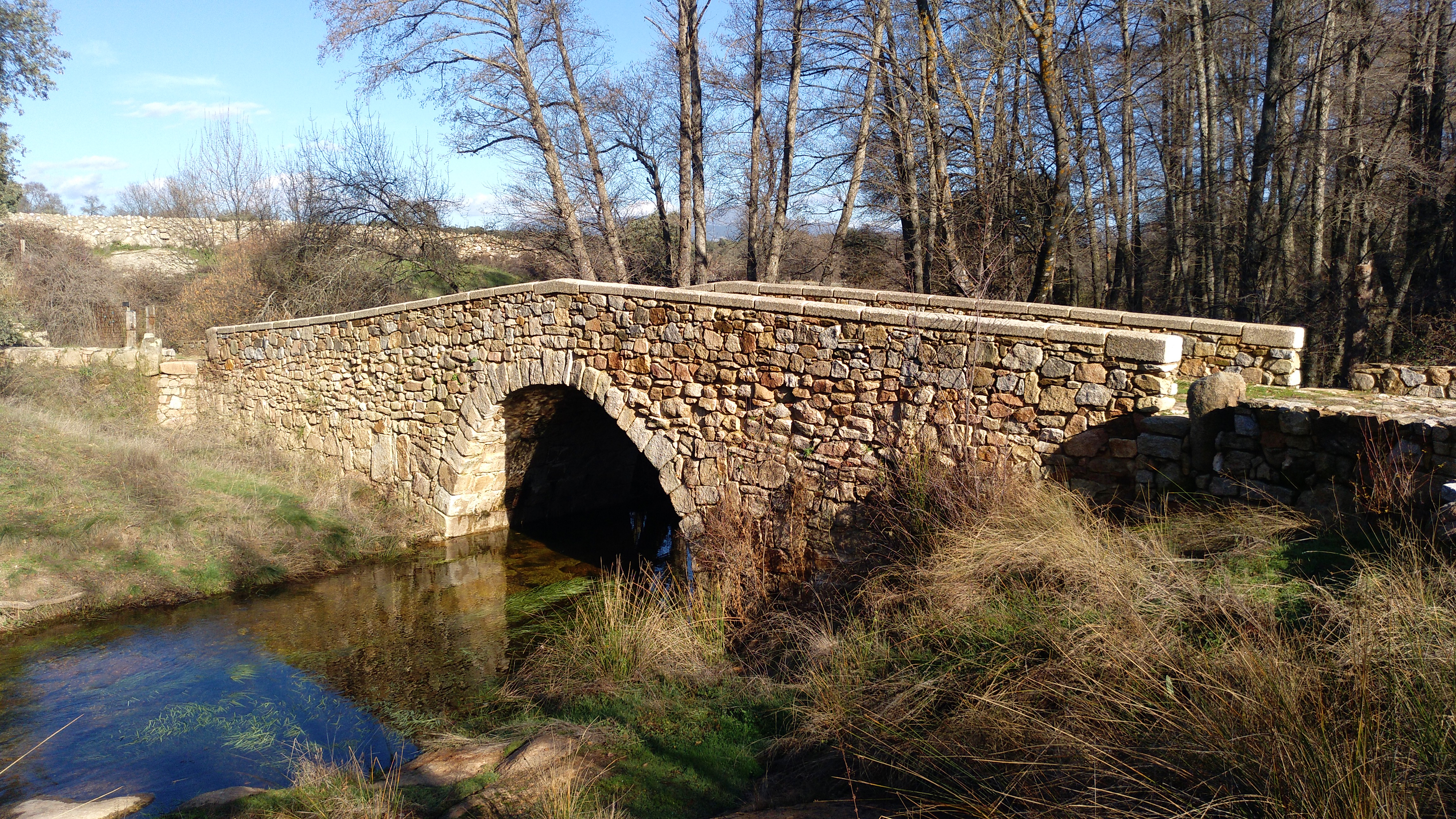
Puente romano

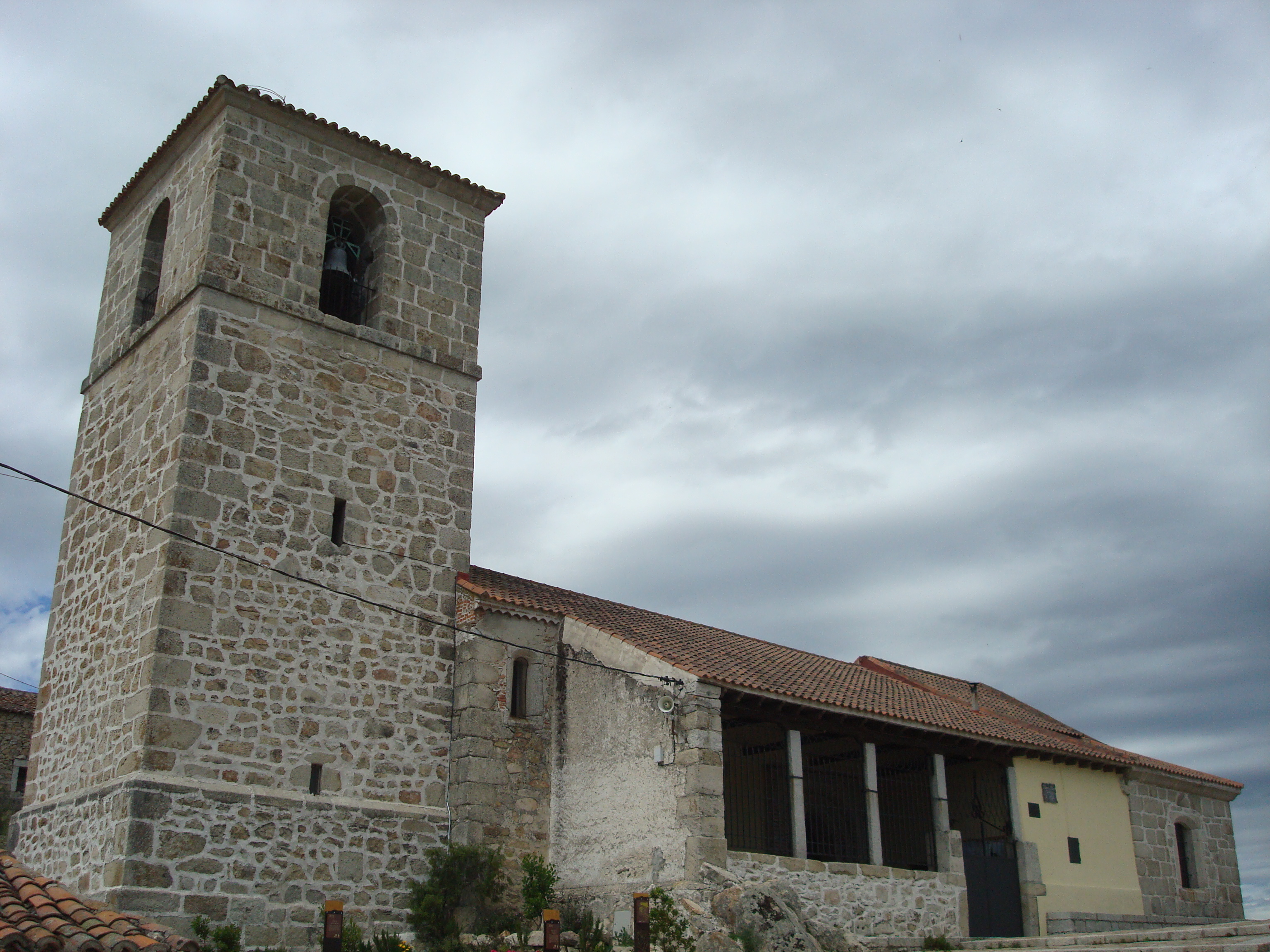
Iglesia

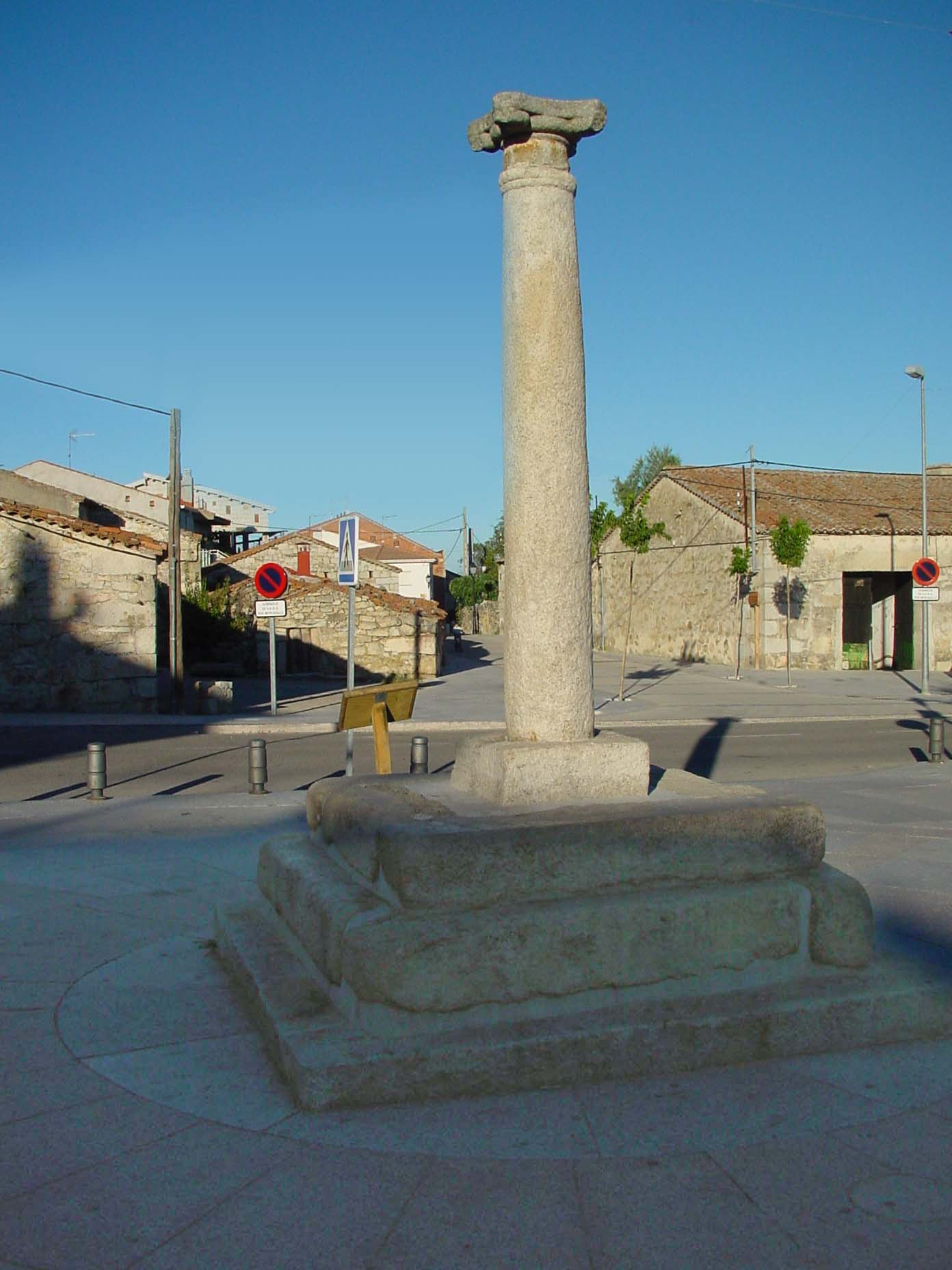
Picota

Son varios los monumentos y lugares de interés que se pueden encontrar en el término municipal de El Berrueco, destacando las siguientes:
- Restos de la ermita de Santa María en la aldea de Valcamino, que se despobló sin razones aparentes a finales del siglo XVII.
- Puente romano, resalta particularmente por su peculiaridad y su buen estado de conservación. Está situado sobre el Arroyo Jóbalo a unos 300 m de la carretera que une El Berrueco con Sieteiglesias y su presencia puede tener relación directa con la existencia de un auténtico sendero de trazado prerromano, posiblemente neolítico,[cita requerida] que se mantendría hasta la actualidad conservando idénticas funciones.
- Iglesia de El Berrueco, consagrada a Santo Tomás Apóstol, es un edificio realizado en varias fases que aprovecha de un templo anterior, una ermita, la zona ocupada actualmente por el altar. Su planta es rectangular de una sola nave. Tiene una torre de planta cuadrada y tres cuerpos de altura, con ventanas de medio punto en cada cara. Su pértico es de madera, con un rollo sobre pilares de granito del siglo XVII. La sacristía es gótica y se encuentra junto al presbiterio. El coro es alto a los pies. La cubierta es a dos aguas. Cabe destacar su portada, una realización de gran simplicidad dentro de la tradición románico-mudéjar, aunque su construcción parece dotar del siglo XIII, formada por tres arcos de medio punto con dovelas de piedra, impostas con capitel de ladrillo y enmarcado con alfiz sobre paramento encalado. La puerta presenta un arco de medio punto ligeramente peraltado con dos arquivoltas que se continúan hasta el suelo marcando unas ondulaciones a la línea de la imposta. Se encuadra por un rectángulo formado por una faja saliente del paramento a modo de alfiz. En su interior se encuentran esculturas modernas de San Antonio de Padua, Niño Jesús, Inmaculada Virgen de Fátima, entre otras y una pila de agua bendita con gallones renacentistas.
- Crucero de la iglesia, se desconoce el origen de estas tres cruces. Actualmente no tienen ningún uso o tradición. Se trata de un elemento cultural del pueblo, que en años pasados pudo tener alguna utilidad. Podría tratarse de la duodécima estación del Viacrucis de la Semana Santa,[cita requerida] es decir, sería la del Calvario, punto donde termina dicha procesión. Por otro lado, gentes trabajadoras del campo, afirman que estas tres cruces están relacionadas con la fiesta de la Cruz de Mayo, que se celebraba el día tres de ese mes, y consistía en la bendición del campo, para obtener buenas cosechas.[cita requerida]
- La picota, elemento más representativo de El Berrueco. De todos los pueblos de la Comunidad de Madrid, es éste de los pocos que la conservan (otros son Pezuela de las Torres y Pelayos de la Presa) . Se cree que remonta su existencia como rollo o columna al año 1000 por una inscripción existente en la parte superior y como picota al siglo XVI. La picota representaba un signo de jurisdicción penal en tiempos pasados. La picota era el extremo del rollo o columna, dándosele por extensión el nombre a toda la construcción. En el siglo XVI su ubicación era distinta a la actual encontrándose entonces en las cercanías de la iglesia. Posteriormente debido a una orden real las picotas y las horcas debían desplazarse a las afueras de la villa, por lo que la picota de El Berrueco se trasladó hasta su actual ubicación. En agosto de 1996 se desplazó de nuevos unos metros debido a las obras de la plaza Consistorial.
- Potro, está hecho con pilares de granito y utensilios de madera y hierro. Es uno de los más antiguos de la zona. Se utilizaba en tiempos pasados para el herraje del ganado. Se pueden observar en la piedra algunas huellas de las patas de las vacas que se iban a herrar.
- Canal del Villar, es una obra civil de finales del siglo pasado. Es una construcción con almenaras y puentes hechos en piedra labrada y sillería.
- Museo de cantería, es un proyecto que retoma el pasado. El Berrueco es un municipio típicamente rural que guarda entre sus calles una antigua tradición cantera, que forma parte de la identidad local. Los vecinos de este núcleo urbano han utilizado la piedra como materia prima en la elaboración de instrumentos varios, y como elemento para la arquitectura popular de todos los tiempos. Este museo se sitúa entre las calles del municipio, pudiéndose recorrer a pie.
- La atalaya musulmana, torre que pertenecía a un sistema de vigilancia entre Madrid y Somosierra durante el emirato de Mohamed I de Córdoba. De este sistema se conservan cuatro atalayas, que son la de El Berrueco, Torrelaguna, Venturada y El Vellón. La atalaya de El Berrueco se encuentra situada en lo alto de un cerro de 1030 m de altura, es la más desmoronada e incompleta aunque destaca por el empleo de la piedra más pintoresca, una piedra de tipo pedernal formada por grandes trozos casi sin desbastar, tiene forma tronco-cónica, con su primer piso relleno y el segundo a 2,25 m de altura. El espesor del muro es de 1,50 m y su diámetro interior de 3,30 m.
- Museo del Agua y Patrimonio Hidrográfico: Este museo está ubicado en la calle Real, 47 en el casco antiguo del Municipio. El Museo refleja las numerosas infraestructuras hidráulicas, presas, canales, etc., existentes en la zona que son el fiel reflejo de la importancia del agua como recurso económico y natural. Representa un elemento diferenciador así como un valor añadido a la simple presencia de la lámina de agua en los pueblos que pertenecen a la Mancomunidad del Embalse del Atazar. El agua parece plantearse en todo caso como uno de los argumentos de la zona y se pretende destacar como principal tema de referencia, aunque tratando de reforzar los aspectos singulares y diferenciadores, aprovechando por otra parte el hecho del suministro de agua a Madrid, lo que le confiere un carácter singular especial. Sin olvidar las potencialidades de la lámina de agua como recurso turístico, se planteó reforzar el carácter diferenciador de la existencia de infraestructuras hidráulicas promovidas por el Canal de Isabel II en el último siglo y medio y que definen las características del paisaje actual. Agua y patrimonio industrial se convierten en los principales elementos de la zona y en el soporte del producto. El Museo del Agua y Patrimonio Hidráulico, consta de dos espacios expositivos bien diferenciados, el visitante podrá visualizar en la sala 1 (planta baja) los módulos expositivos, interpretativos e interactivos donde el sonido del agua se mezclará con los visuales. Se encuentra la Maqueta del Valle bajo del Lozoya, el punto interactivo y los paneles expositivos junto con el logo-expositor de la Mancomunidad. En la sala número 2 (planta primera) el visitante podrá contemplar las maqueta del Pontón de la Oliva y la maqueta del embalse del Atazar, y paneles expositores que explican los mismos. También destaca una maqueta con movimiento de agua y un televisor con el video turístico de El Berrueco.

## Fiestas y tradiciones
En la primavera se celebran las fiestas en honor a la Virgen de los Remedios,durante el segundo fin de semana de mayo. Antiguamente se celebraba en día 15 de agosto, pero se cambió su fecha, por coincidir con la siega. En la actualidad se celebran las dos fechas, la primera que corresponde a las fiestas del santo y la segunda como Fiesta del Verano.
Se siguen conservando las tradiciones de la vaquilla en Carnavales, el Mayo y la celebración del Corpus Christi.
Destacar el belén viviente, que se celebra en Navidad, con la colaboración de los vecinos del pueblo. Consiste en mostrar las típicas escenas bíblicas y de oficios típicos de El Berrueco que forman el Belén, junto con una pequeña representación teatral.
La representación consiste en ofrecer al visitante un pueblo sumergido en principios del siglo XX, donde se puede apreciar la forma de vida de aquella época.

## Gastronomía
Entre los productos y platos de la zona son típicas las carnes, los productos de matanza y aquellos se obtienen del campo, como la caza, la miel y las hortalizas y verduras.
Además en El Berrueco y  debido al clima de esta zona se da una producción de tomates que gran calidad, aunque sólo se da una cosecha de tomates en las Sierra, son muy apreciados  por su acidez y su sabor.